# Epiplema carmona
Epiplema carmona är en fjärilsart som beskrevs av Swinhoe 1902. Epiplema carmona ingår i släktet Epiplema och familjen Uraniidae. Inga underarter finns listade i Catalogue of Life.